# Cantiere navale di Sestri Ponente
Cantiere navale di Sestri Ponente (en français: chantier naval de Sestri Ponente) est un chantier naval situé à Sestri Ponente et l'un des plus importants d'Italie, et de tout le bassin méditerranéen, et possède une longue histoire.

## Origines
Le premier grand chantier naval sur le littoral est celui qui a été ouvert en 1815 par le charpentier Agostino Briasco, et qui est devenu au milieu du siècle le "Cantiere per le costruzioni navali in legno Fratelli Cadenaccio".
Entre-temps, en 1846, le chantier naval des frères Westermann a également été fondé, d'abord par l'ingénieur Giuseppe Westermann, comme atelier pour la construction de machines hydrauliques et ensuite acheté par Nicolò Odero. Grâce à ce centre de construction navale, au milieu du siècle, plus de cinquante navires en bois par an étaient construits dans les chantiers navals de Sestri Ponente.
En même temps, il y a eu un grand développement industriel dans l'ouest de Gênes.
En 1832, l'usine mécanique Balleydier est fondée à Sampierdarena, le premier grand complexe industriel créé par les frères Joseph-Marie et Jean Balleydier, qui créent une fonderie et un atelier mécanique au sein de la même usine. Parmi les travaux réalisés par l'usine Balleydier, il faut rappeler le pont de fer sur le Bisagno et le pont suspendu de Serravalle. L'usine Balleydier a exercé ses activités à Sampierdarena pendant 75 ans.
En 1846, avec l'aide du gouvernement piémontais, l'usine mécanique Taylor & Prandi a été créée à Sampierdarena pour produire des matériaux pour la construction de la ligne ferroviaire Turin-Gênes, une entreprise fondée par Filippo Taylor, un ingénieur mécanique anglais, et Fortunato Prandi, un homme d'affaires turinois. L'usine, qui passe à l'État en 1852, est reprise en 1853 pour 810 000 lires par la société Giovanni Ansaldo e C., et prend le nom de Stabilimento Meccanico, devenant ainsi la plus importante du secteur.

## Chantier naval Ansaldo

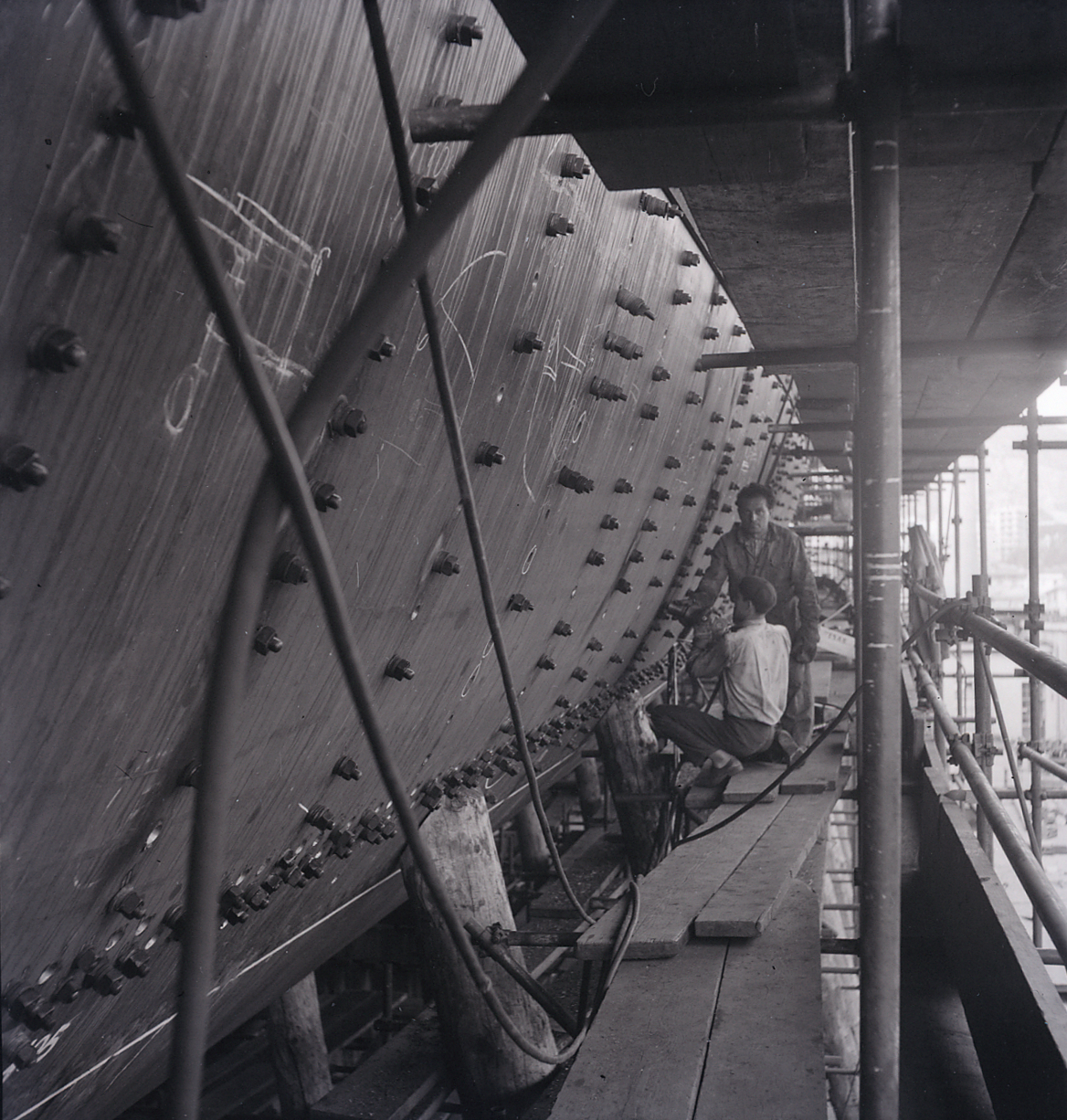
Des travailleurs au travail dans le chantier naval Ansaldo à Gênes. Photo de Paolo Monti, 1965.

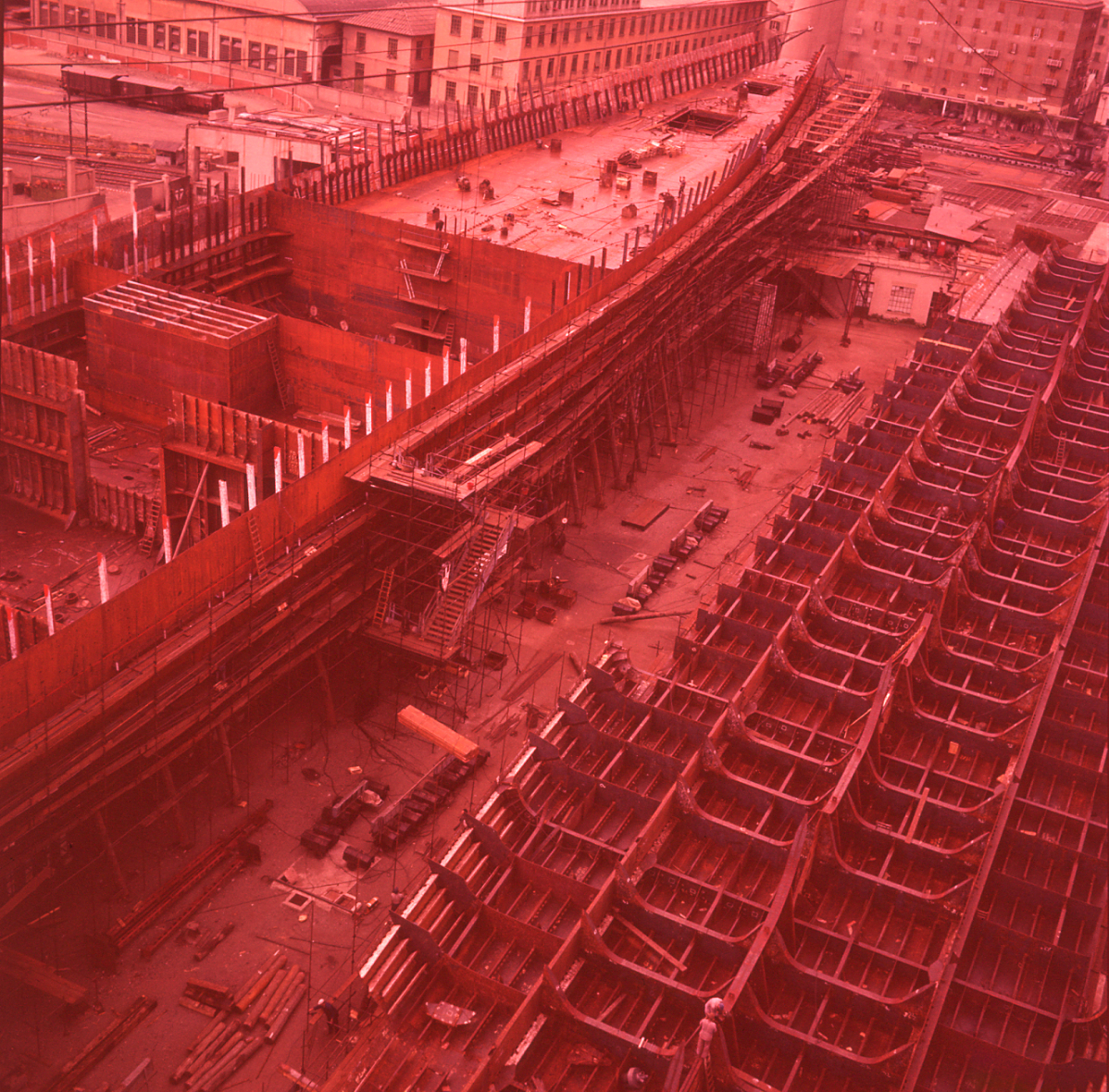
La construction d'un navire dans le chantier naval Ansaldo à Gênes. Photo de Paolo Monti, 1965

En 1860, le groupe Ansaldo commence son activité de construction navale avec la construction de deux petites canonnières pour la flottille de la Garde, mais la percée se fait en 1886 avec l'acquisition du chantier naval Cadenaccio, où est construit le Cosmos, le plus grand voilier italien en bois, et déplace son usine mécanique à Sestri Ponente, inaugurant la saison des bateaux à vapeur à coque en fer. Dans la structure du chantier naval Ansaldo, il y avait aussi l'Officina Allestimento Navi (Atelier d'armement des navires), qui a été construit dans la zone élargie du port en raison d'un choix industriel précis, celui de lancer les coques nues et d'armer ensuite les navires à quai, un choix novateur qui a permis de dégager rapidement les quais, qui étaient alors disponibles pour de nouvelles constructions. Au début du siècle, avec l'entrée de Ferdinando Maria Perrone dans le conseil d'administration, l'usine s'oriente vers la production militaire et en 1903, Ansaldo passe un accord avec le W. G. Armstrong Whitworth & C. Ltd. qui possédait l'usine d'artillerie de Pouzzoles, la Stabilimenti meccanici di Pozzuoli, créant ainsi la société Gio Ansaldo Armstrong & Co., un complexe industriel d'une capacité de 16 000 travailleurs. En 1884, Perrone s'était installé en Argentine où il s'était établi en tant qu'entrepreneur et représentait Ansaldo, pour lequel il avait vendu en 1895 le croiseur cuirassé "Garibaldi" à l'Armada Argentina.
En 1912, l'accord avec Armstrong a été dissous et Ansaldo a repris son ancien nom.
Parmi les réalisations de cette période, on compte la construction de plusieurs croiseurs cuirassés de la classe Garibaldi et du cuirassé Giulio Cesare.

## Chantiers navals d'Odero
De l'autre côté de Gênes, à l'embouchure du fleuve Bisagno, les frères Orlando ont commencé leur activité de construction navale avec la gestion de l'arsenal de Gênes, dont Luigi Orlando, l'un des frères, avait été directeur. Les Orlando étaient quatre frères originaires de Sicile, déjà propriétaires d'une industrie mécanique à Palerme, qui pour des raisons politiques avaient abandonné leur île. Les frères Orlando lancent le premier bateau à vapeur génois, le Sicilia, qui porte clairement le nom de leur île d'origine. Plus tard, la famille Orlando a transféré ses activités à Livourne. Les frères Orlando ont été remplacés en 1880 par Enrico Cravero, qui a loué l'ancien chantier naval de Foce (cantiere della Foce) à la ville et a transformé en quelques années l'ancien arsenal de Gênes en un complexe industriel moderne.
Entre-temps, à Sestri Ponente, Nicolò Odero a agrandi le chantier naval qui avait déjà appartenu aux Westermann. En 1890, Attilio Odero a repris le chantier naval Foce à Enrico Cravero, en unifiant son activité avec celle de Sestri Ponente.
L'activité des chantiers navals d'Odero était principalement liée à des entreprises telles que la Navigazione Generale Italiana avec la construction de navires à passagers, tandis que celle d'Ansaldo restait liée aux commandes militaires de l'État, à tel point qu'en 1871, à la veille de l'extension du réseau ferroviaire, elle avait cessé la production de locomotives pour se consacrer au ravitaillement militaire. Les chantiers navals d'Odero ont également été impliqués dans la fourniture de bateaux à vapeur à roues pour la navigation sur les lacs, notamment pour la Società Lariana (Società Lariana). Deux de ces navires (le Patria et le Concordia, 1926) sont toujours en service sur le lac de Côme, et sont parmi les seuls exemples restants dans le monde des bateaux à vapeur avec un moteur de type Arturo Caprotti.
Fin 1924, la société Odero e C. de Gênes, qui gère le chantier naval de Foce, est constituée par la société en commandite Odero fu Alessandro e C. de Gênes Sestri et, en 1926, la nouvelle société devient Cantieri Navali Odero S.p.A. avec un capital de 40 millions de lires.

## Entre-guerres

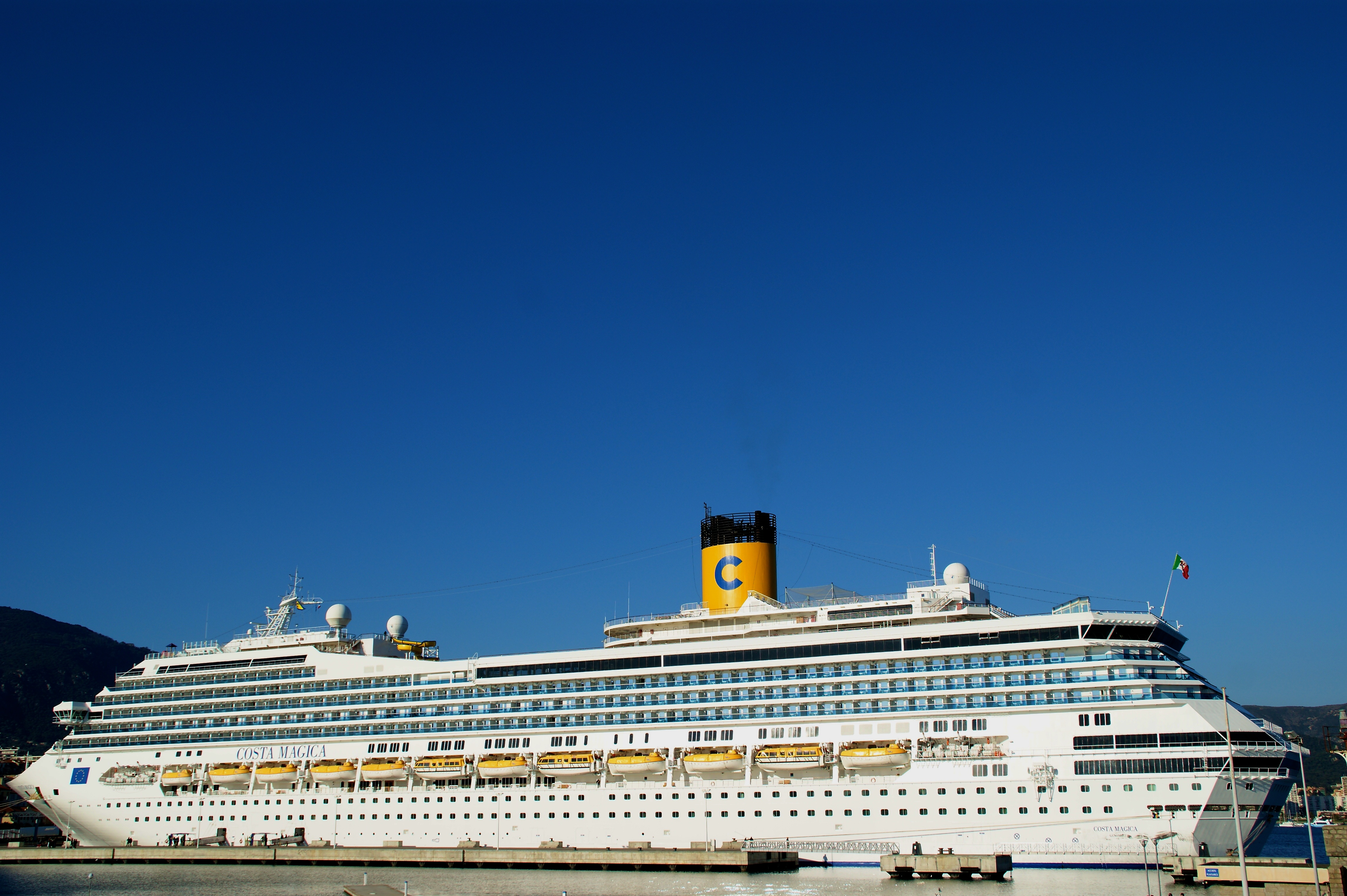
Costa Magica à Ajaccio.

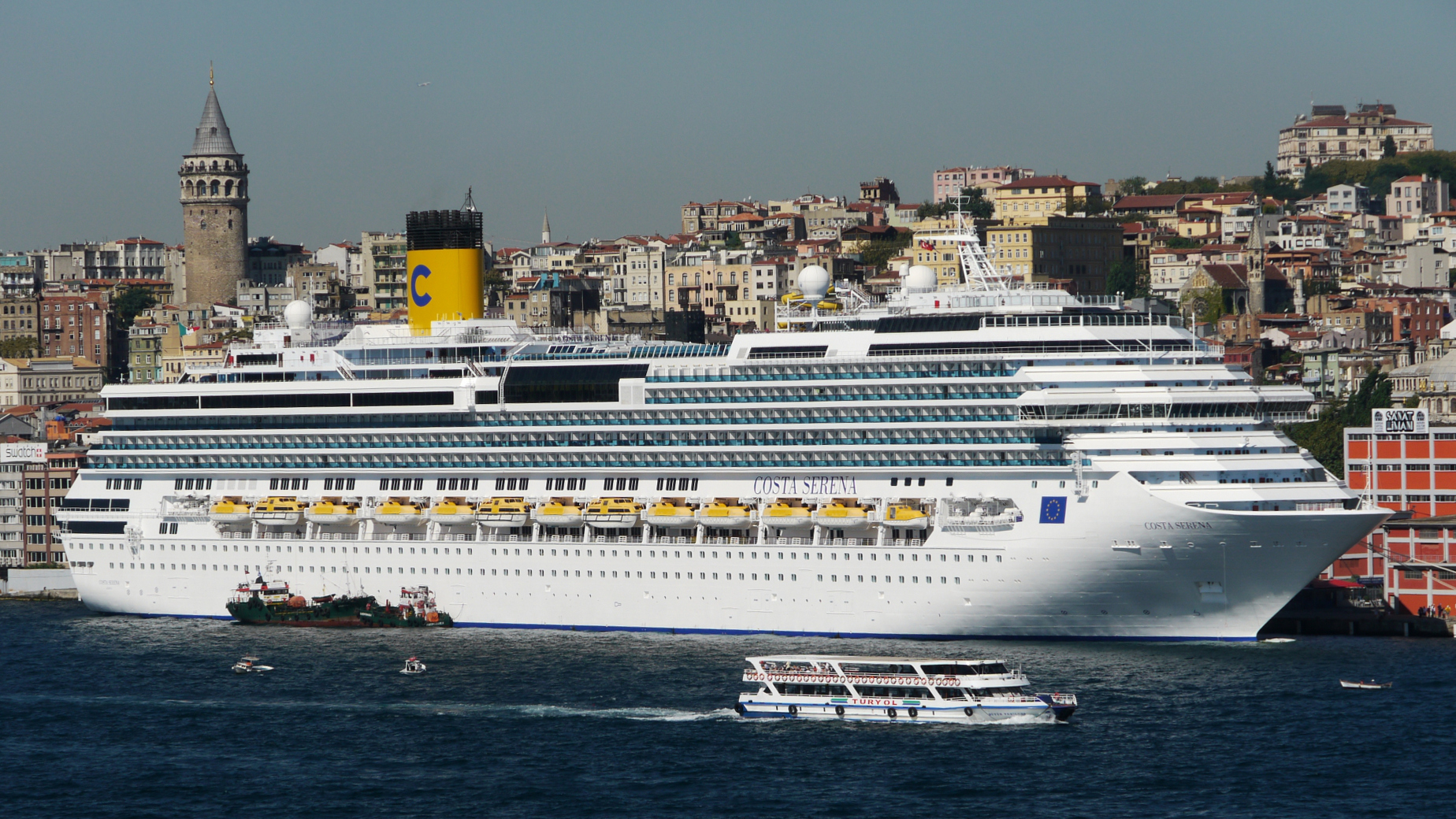
Costa Serena à Istanbul.

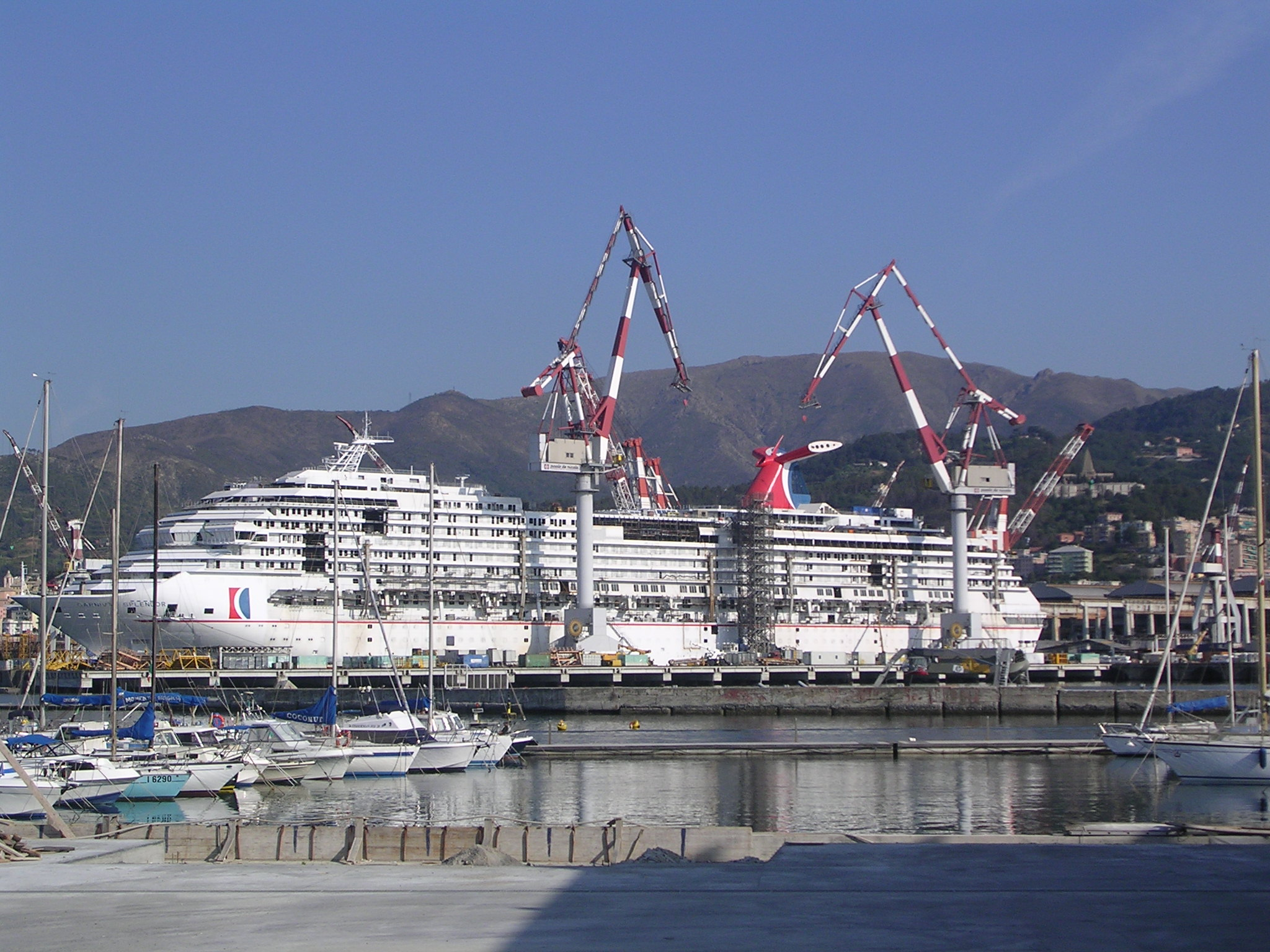
Carnival Splendor en construstion.

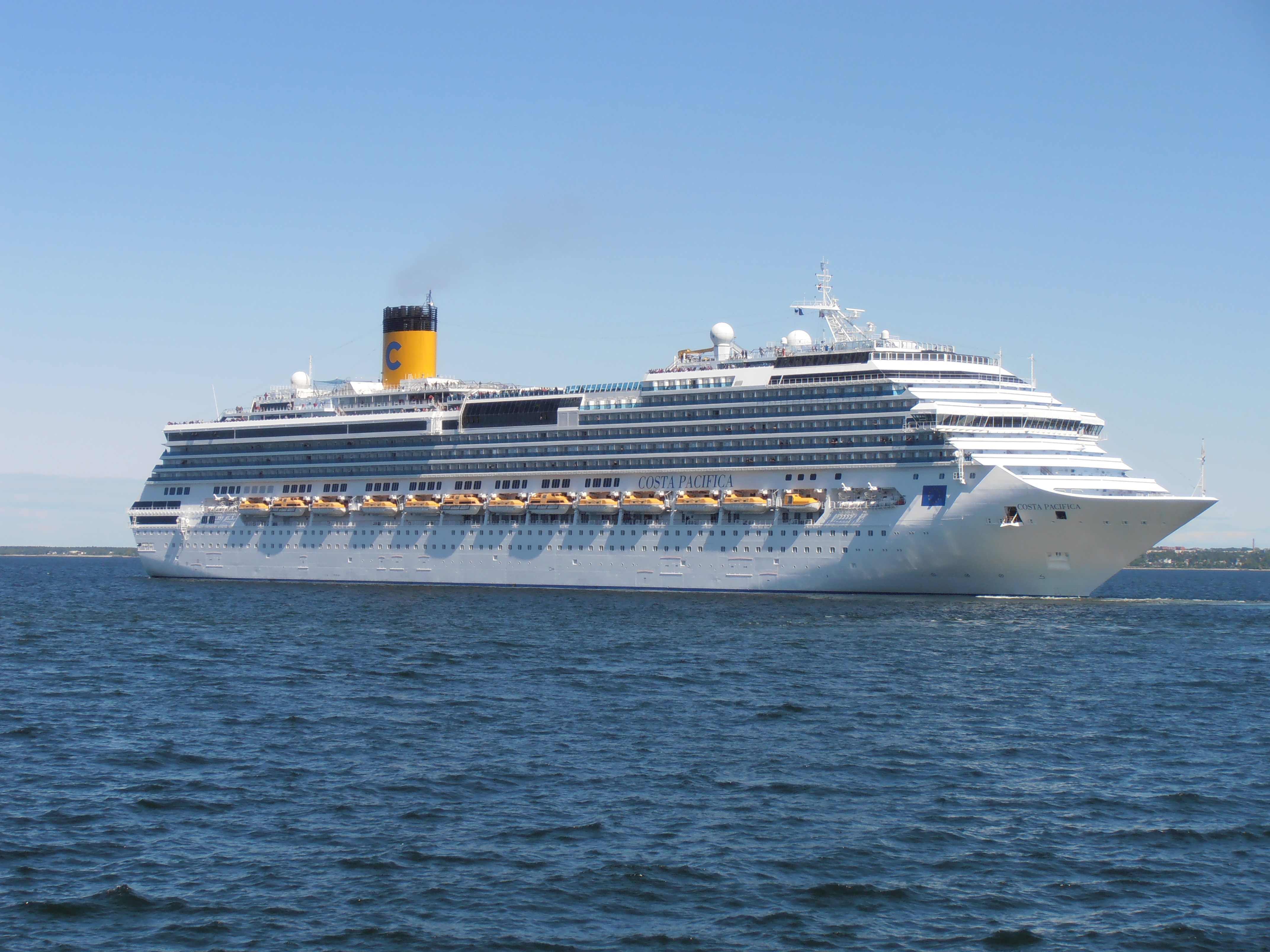
Costa Pacifica en navigation.

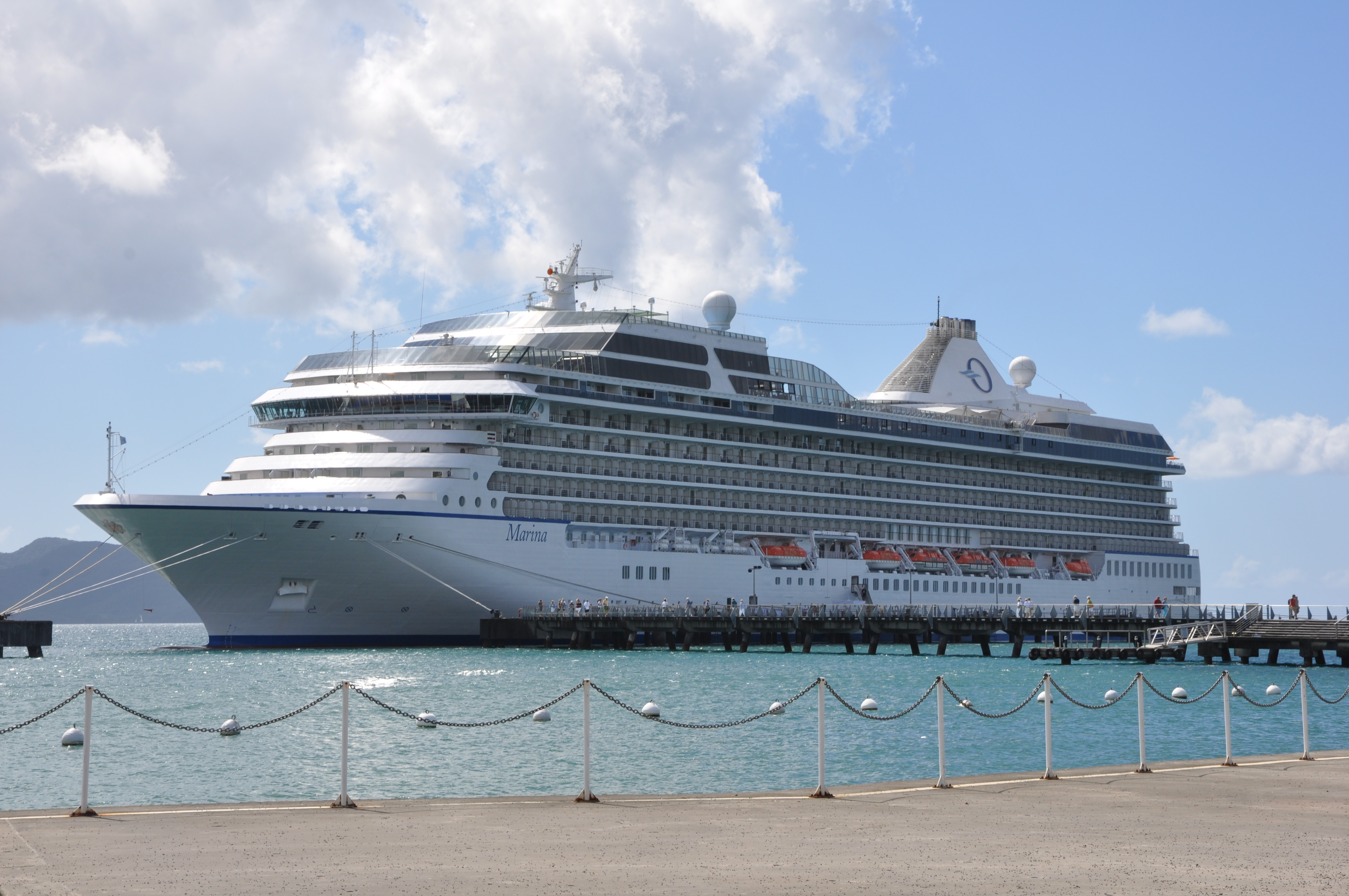
Le Marina.

Dans les années qui ont suivi la Première Guerre mondiale, en raison de la restructuration de la ville de Gênes, le chantier naval de Foce a été fermé, où la dernière unité à avoir été lancée était le croiseur argentin Almirante Brown. Cela a également entraîné la fermeture du chantier naval Odero à Sestri, dont la fermeture a permis l'agrandissement du Stabilimento Tecnico Navale Ansaldo.
En 1933, avec la plupart des chantiers navals italiens, le chantier fait partie de l'Institut de reconstruction industrielle (Istituto per la Ricostruzione Industriale ou IRI) naissant qui le relance, à tel point qu'à la veille de la Seconde Guerre mondiale, il emploie quelque 36 000 personnes.

## De l'après-guerre à nos jours
Dans la période de l'après-guerre entre l'entreprise de construction navale et les travailleurs, le conflit a été très dur, à tel point qu'en 1950, les travailleurs sont arrivés à une période d'autogestion du chantier naval, au cours de laquelle ils ont achevé le pétrolier Volere et lancé la construction d'un turbocoque.
Dans les années 50, le chantier naval a commencé à se redresser, avec la construction des paquebots Andrea Doria, Cristoforo Colombo, Leonardo da Vinci et Michelangelo..
En 1966, le chantier naval a été séparé d'Ansaldo et a fusionné, avec les chantiers navals de Monfalcone (Cantiere navale di Monfalcone) et Castellammare di Stabia (Cantiere navale di Castellammare di Stabia), avec Italcantieri, contrôlé par Fincantieri, qui a à son tour absorbé la société en 1984.
Au cours de son siècle d'existence, le chantier naval de Sestrese a construit certains des navires les plus beaux et les plus innovants du monde, tant militaires que marchands.
Dans les années 1970, après la fin de l'ère des paquebots transatlantiques, le chantier naval de Sestri Ponente s'est recyclé dans la construction de vraquiers, de porte-conteneurs, de pétroliers, de gaziers, de plateformes pétrolières et de ferries.
Depuis 2001, elle s'est spécialisée dans la construction de navires de croisière, avec une commande importante de Costa Crociere.
Le 23 mai 2011, Fincantieri a présenté son nouveau plan industriel, qui prévoit la fermeture définitive du chantier naval historique. Cela a déclenché une réaction brutale des travailleurs et de toute la ville, qui a conduit l'entreprise à un revirement soudain, mais pas à la garantie de travail pour le chantier naval.
Le 2 mai 2012 a été livré, avec près de deux mois de retard en raison de grèves et de manifestations, le dernier navire de croisière, le Riviera, et restant comme seule commande un navire semi-submersible pour le transport de blocs et de sections de navires, le chantier entre au cœur de la crise avec les travailleurs et la ville qui continuent la lutte contre la fermeture.
Le 15 juillet 2014, avec la découpe de la première tôle du nouveau navire, le Seven Seas Explorer de la compagnie de croisière Regent Seven Seas Cruises, dont la livraison est prévue pour l'été 2016, le chantier naval sort de la crise.
Le 23 juillet 2015, le chantier naval a retrouvé sa gloire d'antan avec le début de la construction d'un nouveau navire de croisière de luxe, le Silver Muse qui, une fois terminé, sera le nouveau navire amiral de Silversea Cruises.

## Navires

### Principales réalisations
| Année de lancement | Nom                     | Type de construction                          | Société client                                | Photos           |  |
| ------------------ | ----------------------- | --------------------------------------------- | --------------------------------------------- | ---------------- |  |
| 1899               | Giuseppe Garibaldi      | Croiseur cuirassé                             | Regia Marina                                  |                  |  |
| 1914               | Giulio Cesare           | Cuirassé                                      | Regia Marina                                  |                  |  |
| 1913               | Duilio                  | Cuirassé                                      | Regia Marina                                  |                  |  |
| 1926               | Roma                    | Paquebot                                      | Navigazione Generale Italiana                 |                  |  |
| 1932               | Rex                     | Paquebot                                      | Navigazione Generale Italiana                 |                  |  |
| 1934               | Raimondo Montecuccoli   | Croiseur                                      | Regia Marina                                  | senza cornice    |  |
| 1935               | Eugenio di Savoia       | Croiseur                                      | Regia Marina                                  |                  |  |
| 1938               | Rapallo                 | Remorqueur                                    |                                               |                  |  |
| 1940               | Littorio                | Cuirassé                                      | Regia Marina                                  |                  |  |
| 1940               | Impero                  | Cuirassé                                      | Regia Marina                                  |                  |  |
| 1941               | Panuco                  | Pétrolier                                     | Compagnia Petolifera Messicana                |                  |  |
| 1941               | Pazarica                | Pétrolier                                     | Compagnia Petolifera Messicana                |                  |  |
| 1941               | Minatitlan              | Pétrolier                                     | Compagnia Petolifera Messicana                |                  |  |
| 1942               | Agostino Bertani        | Cargo                                         |                                               |                  |  |
| 1945               | Alleanza                | Navire-citerne de vins                        |                                               |                  |  |
| 1945               | Alice Maria Pina        | Navire-citerne de vins                        |                                               |                  |  |
| 1946               | Lupa                    | Navire-citerne de vins                        |                                               |                  |  |
| 1946               | Papà Buonaiuto          | Navire-citerne de vins                        |                                               |                  |  |
| 1946               | Prà                     | Navire-citerne                                |                                               |                  |  |
| 1946               | Unione P.               | Navire-citerne de vins                        |                                               |                  |  |
| 1947               | Sebastiano Caboto       | Cargo                                         |                                               |                  |  |
| 1947               | Ugolino Vivaldi         | Cargo                                         |                                               |                  |  |
| 1948               | Ferndale                | Cargo                                         |                                               |                  |  |
| 1948               | Marco Polo              | Cargo                                         |                                               |                  |  |
| 1949               | Fernside                | Cargo                                         |                                               |                  |  |
| 1949               | Antoniotto Usodimare    | Cargo                                         |                                               |                  |  |
| 1949               | Amerigo Vespucci        | Cargo                                         |                                               |                  |  |
| 1951               | Andrea Doria            | Paquebot                                      | Italia di Navigazione S.p.A.                  |                  |  |
| 1953               | Italmotor               | Navire-citerne                                |                                               |                  |  |
| 1953               | Tenacia                 | Navire-citerne                                |                                               |                  |  |
| 1954               | Cristoforo Colombo      | Paquebot                                      | Italia di Navigazione S.p.A.                  |                  |  |
| 1954               | Giuseppe Giulietti      | Pétrolier                                     | Garibaldi Società di Navigazione              |                  |  |
| 1956               | Miraflores              | Pétrolier                                     | Navimar Lugano per Miraflores Panama          |                  |  |
| 1957               | Agrigentum              | Navire-citerne/vraquier                       | Compagnia Trasporto Petroli S.p.A.            |                  |  |
| 1957               | Aretusa                 | Navire-citerne                                | Aretusa S.p.A. di Navigazione                 |                  |  |
| 1957               | Gripsholm               | Paquebot                                      | Svenska Amerika Linien                        |                  |  |
| 1958               | Federico C              | Paquebot                                      | Costa Armatori                                |                  |  |
| 1958               | Rio Cantarena           | Remorqueur                                    |                                               |                  |  |
| 1958               | Sicilmotor              | Navire-citerne                                |                                               |                  |  |
| 1959               | British Light           | Navire-citerne                                |                                               |                  |  |
| 1959               | Rio Molinassi           | Remorqueur                                    |                                               |                  |  |
| 1959               | Ginevra Fassio          | Navire-citerne                                |                                               |                  |  |
| 1960               | Alberto Bennati         | Navire-citerne                                | Cosarma-Compagnia Sicula di Armamento S.p.A.  |                  |  |
| 1960               | Egeria                  | Navire-citerne                                |                                               |                  |  |
| 1960               | Leonardo da Vinci       | Paquebot                                      | Italia di Navigazione S.p.A.                  |                  |  |
| 1960               | Maria Adelaide          | Navire-citerne                                |                                               |                  |  |
| 1960               | Nando Fassio            | Cargo                                         |                                               |                  |  |
| 1961               | Bonassola               | Cargo                                         |                                               |                  |  |
| 1961               | British Signal          | Cargo                                         |                                               |                  |  |
| 1961               | Ercole                  | Navire-citerne                                |                                               |                  |  |
| 1961               | Luisa                   | Navire-citerne                                |                                               |                  |  |
| 1961               | Silverspring            | Navire-citerne                                |                                               |                  |  |
| 1962               | Gemini                  | Navire de transport de marchandises (minerai) | Sidermar S.p.A.                               |                  |  |
| 1962               | West River              | Navire-citerne                                |                                               |                  |  |
| 1963               | Amalfi                  | Cargo                                         |                                               |                  |  |
| 1963               | Giordano Bruno          | Navire-citerne                                | Sudoimport - Mosca                            |                  |  |
| 1963               | Fedor Poletaev          | Navire-citerne                                | Sudoimport - Mosca                            |                  |  |
| 1963               | Leonardo Da Vinci       | Navire-citerne                                | Sudoimport - Mosca                            |                  |  |
| 1963               | Mare Italico            | Bateau frigorifique                           | Oriens, Società di Navigazione p.A            |                  |  |
| 1963               | Mare Somalo             | Bateau frigorifique                           | Oriens, Società di Navigazione p.A            |                  |  |
| 1964               | Marigola                | Navire cargo                                  | Carbonavi, Società di Navigazione             |                  |  |
| 1965               | Carlotta F.             | Navire cargo (minerai)                        | FER-MAR                                       |                  |  |
| 1965               | Eleonora F.             | Navire cargo (mineral)                        | FER-MAR                                       |                  |  |
| 1965               | Michelangelo            | Paquebot                                      | Italia di Navigazione S.p.A.                  |                  |  |
| 1965               | Raphael                 | Navire-citerne                                | Sudoimport - Mosca                            |                  |  |
| 1966               | Mare Placido            | Navire de transport de marchandises (minerai) | Fratelli D'Amico                              |                  |  |
| 1966               | Mare Sereno             | Navire de transport de marchandises (minerai) | Fratelli D'Amico                              |                  |  |
| 1966               | Santa Anna Prima        | Navire-citerne                                | Armatrice Santa Cristina                      |                  |  |
| 1966               | Santa Augusta           | Navire-citerne                                | Armatrice Santa Cristina                      |                  |  |
| 1966               | Trelance                | Navire-citerne                                | Transmarittima Sarda                          |                  |  |
| 1967               | Anna Bibolini           | Navire de transport de marchandises (minerai) | Bibolini, Società di Navigazione              |                  |  |
| 1967               | Petrolsade              | Navire-citerne                                | Sademar-Veneziana di Armamento                |                  |  |
| 1967               | Santagata               | Navire de transport de marchandises (minerai) | Nereide-S.p.A. di Navigazione                 |                  |  |
| 1967               | Sorrento                | Navire de transport de marchandises (minerai) | Egeria-Soc. di Navigazione p.A.               |                  |  |
| 1968               | Andrea Leopoldo         | Navire-citerne                                | Europa-Soc. Generale d'Armamento              |                  |  |
| 1968               | Claudio R.              | Navire-citerne                                | Europa-Soc. Generale d'Armamento              |                  |  |
| 1969               | Esso Brega              | Pétrolier                                     | Prora Trasporti, S.p.A.                       |                  |  |
| 1969               | Esso Portovenere        | Pétrolier                                     | Prora Trasporti, S.p.A.                       |                  |  |
| 1969               | Pleiades                | Navire de transport de marchandises (minerai) | Sidermar, S.p.A.                              |                  |  |
| 1969               | Vela                    | Navire de transport de marchandises (minerai) | Sidermar, S.p.A.                              |                  |  |
| 1970               | Esso Liguria            | Pétrolier                                     | Prora Trasporti, S.p.A.                       |                  |  |
| 1970               | Gazzella                | Navire de transport de marchandises           | Aretusa, S.p.A. di Navigazione                |                  |  |
| 1970               | Tigre                   | Navire de transport de marchandises           | Aretusa, S.p.A. di Navigazione                |                  |  |
| 1971               | Annalisa Lolli Ghetti   | Navire-citerne                                | Oilnavi, S.p.A. di Navigazione                |                  |  |
| 1971               | Masano                  | Pétrolier                                     | Messana, S.p.A. di Navigazione                |                  |  |
| 1971               | Taeping                 | Porte-conteneurs                              | Orient Overseas Container Line (OOCL)         |                  |  |
| 1971               | Taeho                   | Porte-conteneurs                              | Orient Overseas Container Line (OOCL)         |                  |  |
| 1971               | Zim Haifa               | Porte-conteneurs                              | ZIM Israel Navigation                         |                  |  |
| 1972               | Brasilia                | Pétrolier                                     | Pluto, S.p.A. di Navigazione                  |                  |  |
| 1972               | Zim New York            | Porte-conteneurs                              | ZIM Israel Navigation                         |                  |  |
| 1972               | Zim Tokyo               | Porte-conteneurs                              | ZIM Israel Navigation                         |                  |  |
| 1972               | Zim Genova              | Porte-conteneurs                              | ZIM Israel Navigation                         |                  |  |
| 1973               | Aretusa                 | Navire-citerne/vraquier                       | Aretusa, S.p.A. di navigazione                |                  |  |
| 1973               | Elios                   | Navire-citerne/vraquier                       | Elios, S.p.A. di Navigazione                  |                  |  |
| 1973               | Nipponica               | Porte-conteneurs                              | Lloyd Triestino                               |                  |  |
| 1973               | Transoceanica Mario     | Navire-citerne/vraquier                       | Tanker Internazionale, Società di Navigazione |                  |  |
| 1974               | Mediterranea            | Porte-conteneurs                              | Lloyd Triestino                               |                  |  |
| 1974               | Americana               | Porte-conteneurs                              | Italia Navigazione                            |                  |  |
| 1974               | Italmare                | Vraquier                                      |                                               |                  |  |
| 1975               | Agip La Spezia          | Pétrolier SNAM                                |                                               |                  |  |
| 1974               | Agip Monfalcone         | Pétrolier SNAM                                |                                               |                  |  |
| 1975               | Italica                 | Porte-conteneurs                              | Italia Navigazione                            |                  |  |
| 1977               | Africa                  | Pétrolier SNAM                                | Lloyd Triestino                               |                  |  |
| 1977               | Ursa Major              | Navire de transport de marchandises (minerai) | Italia Navigazione                            | Sidermar, S.p.A. |  |
| 1977               | Langeberg               | Porte-conteneurs                              | Safmarine                                     |                  |  |
| 1978               | Capricornus             | Navire de transport de marchandises (minerai) | Italia Navigazione                            | Sidermar, S.p.A  |  |
| 1978               | Europa                  | Porte-conteneurs                              | Lloyd Triestino                               |                  |  |
| 1978               | Staffetta Ligure        | Roulier                                       | Tirrenia di Navigazione                       |                  |  |
| 1980               | Staffetta Jonica        | Roulier                                       | Tirrenia di Navigazione                       |                  |  |
| 1981               | Apulia                  | Roulier                                       | Lloyd Triestino                               |                  |  |
| 1981               | Serafino Ferruzzi       | Vraquier                                      | Fermar                                        |                  |  |
| 1980               | Clodia                  | Roulier                                       | Tirrenia di Navigazione                       |                  |  |
| 1982               | Agip Napoli             | Pétrolier                                     | SNAM                                          |                  |  |
| 1983               | Agip Palermo            | Pétrolier                                     | SNAM                                          |                  |  |
| 1990               | Scarabeo 5              | Plate-forme semi-submersible                  | SNAM                                          |                  |  |
| 1992               | Spirit of Columbus      | Plate-forme semi-submersible                  |                                               |                  |  |
| 1993               | Isola Verde             | Pétrolier                                     | Finaval                                       |                  |  |
| 1994               | Carlotta                | Pétrolier                                     | Fermar                                        |                  |  |
| 1996               | Solaro                  | Pétrolier                                     | Carboflotta                                   |                  |  |
| 1997               | LNG Portovenere         | Gazier                                        | SNAM                                          |                  |  |
| 1998               | LNG Lerici              | Gazier                                        | SNAM                                          |                  |  |
| 1998               | Repubblica del Brasile  | Vraquier                                      | Gruppo Grimaldi                               |                  |  |
| 1998               | Repubblica di Argentina | Vaquier                                       |                                               |                  |  |
| 1999               | Marigola                | Pétrolier                                     |                                               |                  |  |
| 1999               | Pertusola               | Pétrolier                                     |                                               |                  |  |
| 1999               | Excelsior               | Ferry                                         | Grandi Navi Veloci                            |                  |  |
| 2000               | Festos Palace           | Ferry roulier                                 | Minoan Lines                                  |                  |  |
| 2000               | Knossos Palace          | Ferry roulier                                 | Minoan Lines                                  |                  |  |
| 2001               | Olympia Palace          | Ferry roulier                                 | Minoan Lines                                  |                  |  |
| 2002               | Europa Palace           | Ferry roulier                                 | Minoan Lines                                  |                  |  |
| 2003               | Costa Fortuna           | Navire de croisière                           | Costa Crociere                                |                  |  |
| 2004               | Costa Magica            | Navire de croisière                           | Costa Crociere                                |                  |  |
| 2006               | Costa Concordia         | Navire de croisière                           | Costa Crociere                                |                  |  |
| 2007               | Costa Serena            | Navire de croisière                           | Costa Crociere                                |                  |  |
| 2008               | Carnival Splendor       | Navire de croisière                           | Carnival                                      |                  |  |
| 2009               | Costa Pacifica          | Navire de croisière                           | Costa Crociere                                |                  |  |
| 2010               | Marina                  | Navire de croisière                           | Oceania Cruises                               |                  |  |
| 2011               | A 57 Shakti             | Navire auxiliaire                             | Marine indienne                               |                  |  |
| 2012               | Riviera                 | Navire de croisière                           | Oceania Cruises                               |                  |  |
| 2016               | Seven Seas Explorer     | Navire de croisière                           | Regent Seven Seas Cruises                     |                  |  |
| 2017               | Silver Muse             | Navire de croisière                           | Silversea Cruises                             |                  |  |
| 2018               | Seabourn Ovation        | Navire de croisière                           | Seabourn                                      |                  |  |
| 2020               | Scarlet Lady            | Navire de croisière                           | Virgin Voyages                                |                  |  |